# Mary Faber
Mary Faber was een van de belangrijkste trans-Atlantische slavenhandelaars uit de eerste helft van de 19de eeuw boven de Golf van Guinea, West-Afrika.

## Biografie
Mary Faber werd geboren in 1782 te Augusta, Georgia, zeer waarschijnlijk in het kort daarna geslechte Fort Cornwallis. Haar moeder, Priscilla Gordon, was een slavin die haar vrijheid had gewonnen als loyalist. Via New York vertrok Mary Faber met haar moeder naar Port Roseway, Nova Scotia, Canada. Tien jaar later scheepte ze vanuit Halifax in voor een herstichting van de stad Freetown, Sierra Leone.
Rond 1805 trok Mary Faber vanuit Freetown naar de rivieren benoorden, meer bepaald de Rio Nuñez en Rio Pongo.
Daar leerde ze ongeveer vier jaar later Paul Faber kennen, een slavenhaler uit Charleston, South Carolina, met contacten in Havana, Cuba. Het paar vestigde zich samen met Jacob, de broer van Paul, te Sangha, een noordelijke uithoek van de Rio Pongo en dit onder bescherming van John Ormond jr., de heerser van het dorp Bangalang. Het huidige Sangha (Paulia) telt nog graven, de ruïnes van een kerk en twee kanonnen. Inleidend archeologisch onderzoek stelde een aanzienlijke drankconsumptie vast.
De Britse autoriteiten in het nabijgelegen Freetown hielden de trans-Atlantische slavenhandel voor illegaal. Om zich te beschermen tegen de herhaaldelijke raids van hun Royal Anti Slave Trade Squadron met de beschuldiging dit toch te bedrijven, camoufleerden de Fabers dit door het ontwikkelen van koffieplantages. Daarop stelden ze exportslaven te werk. In 1827 had ze naar verluidt 6000 slaven.
Bij de dood van John Ormond jr. en zijn opvolger, William Ormond in 1833, ontstond in het hogere gedeelte van de Rio Pongo een machtsvacuüm. Geleidelijk aan hield Mary Faber zich niet meer aan de onderling met andere er heersende families afgesproken quota voor te leveren exportslaven. Voortaan bevoorraadde ze schepen met uitsluitend haar slaven.
Ormond nam wraak door een groot gedeelte van haar slaven te stelen waarna zowel Mary Faber als Ormond zich gereedmaakten om elk met hun slavenleger tegen elkaar op te trekken. De vredelievende interventie van zakenlui uit Freetown bracht geen oplossing. Mary Faber liet zelfs hun opslagplaatsen plunderen en Ormond liet de bovenloop van de Rio Pongo afsluiten. Toen de handel in de rivier dreigde te stoppen, kwam de inlandse Fula-gouverneur tussenbeide. William Ormond liet hij afzetten. In de bovenloop van de Rio Pongo verschoof het machtscentrum van Bangalang naar Sangha.
Op het hoogtepunt van haar macht gekomen, overleed Mary Faber in 1840 te Boké, aan de oever van de Rio Nuñez bij haar dochter Elisa Faber-Procter.